# Petti
Petti es el nombre artístico de Juan Luis Pérez Mitxelena (Bera, Navarra, 24 de octubre de 1973) es un cantautor y músico de rock. Nació y creció en Bera. Ha publicado siete discos en solitario y varios compartidos con músicos de renombe, como la cantautora vasca Anari, Barrence Whithfield, Xabi Garre o Rafa Rueda y Txuma Murugarren. Su lengua de expresión es el euskera.

## Biografía
Compositor e intérprete navarro. Su música, una sorprendente mezcla de influencias como Mark Lannegan, Tom Waits y Mikel Laboa. Petti, muestra una gran madurez como cantautor destacando su forma de componer, de cantar y de "rascar" su guitarra. En directo presenta formato acústico y eléctrico. Folk-rock, innovador en sus composiciones.
Las influencias musicales del solista Petti (Bera, Navarra, 1973) se han extraído de las raíces del rock americano. Ha lanzado cinco álbumes en solitario y ha colaborado en proyectos de artistas como Barrence Whitfield, Terry Lee Hale, Anari, Morau, Rafa Rueda y Txuma Murugarren, Bidaia...
Las características principales de Petti son, una voz profunda, bluesera, el dominio de su instrumento (guitarra) y su fuerte presencia escénica.
Su primer contacto con la música tuvo lugar con dieciséis años en el grupo "Noise Hole". Tres años más tarde toma otra dirección más experimental con el grupo "Zup" y fue en 1997 cuando inició su carrera en solitario.
Amets bat (Hotsak, 1999) fue su primer álbum, destaca la influencia de Billy Bragg, Nick Cave y Nick Drake. Suele tocar y grabar acompañado por varios músicos, la mayoría de ellos de su pueblo natal (Vera de Bidasoa).
Dos años más tarde, publica el álbum Arrazoiak (Hotsak, 2001).
Aun teniendo alma de rock, se interesa por la música folk y graba este álbum en tres días solo con voz y guitarra.
Ese mismo año (2001), graba una canción titulada Isiltasuna Oihuka para ser editada en el recopilatorio Hitzak dantzan (Gor, 2001) producido por la asociación Nafarroako Bertsozale Elkartea .
Un año más tarde llega el álbum Etxeko Uzta (Hotsak, 2002) grabado con los músicos; Iñigo Telletxea (bajo), Joseba Irazoki (guitarra) y Aitor Garzia (batería) . Este álbum será el disco más roquero y eléctrico de los que ha registrado hasta ahora. Lo presenta en 2003 durante el festival "Azkena Rock Festival" de Vitoria y esto le permite compartir escenario con artistas y bandas de la talla de The Hellacopters, Iggy Pop & The Stooges, Steve Earle...
Además, dio una serie de conciertos en la península con el compositor estadounidense Terry Lee Hale. Después de trabajar en el álbum Habiak (Esan Ozenki, 2000) de Anari, y aprovechando la amistad que hay entre los dos artistas, lanza su EP (Metak-Pil Pil sesiones de 2003).
En este disco nos encontramos con dos canciones compuestas por Anari Orbainak e Inon Izatekotan y otras dos por Petti Asperkeria y Bergmanen mamuak. Juntos, ofrecen algunos conciertos de presentación y a partir de entonces, Petti desaparece completamente de la escena por razones personales y tenemos que esperar hasta el año 2006 para volver a tener noticias suyas. Petti retorna al escenario durante la presentación del CD titulado "Ehungarrenean Hamaika (Hotsak, 2005) publicado para homenaje al escritor Estepan Urkiaga "Lauaxeta". Durante la grabación de este álbum, conoce a Rafa Rueda (Pi.LT), y desde entonces, surge una estrecha relación entre los dos músicos. Así, el siguiente trabajo de Petti titulado Hauxe (Hotsak, 2006), lo graba con Rafa Rueda y Txuma Murugarren acompañados por Ekaitz Hernández (bajo), Natxo Beltrán (batería) y Rafa Aceves (teclados).
Después de cinco años sin editar disco en solitario, se publica ON (Hotsak, 2007), con un grupo casi completamente rediseñado: Joseba Irazoki (guitarra), David González (bajo; PI.LT, Berri Txarrak, Cobra), Ekain Elorza (batería Seiurte, Dinero...), Arkaitz Miner (violín y mandolina) y Jexux Aranburu (acordeón, órgano Hammond y Fender Rhodes).
Rafa Rueda se encarga de la producción del álbum, canciones folk, blues, soul puro, pop fresco ... Esta será sin duda, el disco más elaborado y producido de cuantos ha publicado Petti hasta la fecha, tanto a nivel de sonido como por la riqueza de sus textos. Encontramos poemas de escritores como: Andoni Tolosa, Xabier Montoia, Mixel Labeguerie, Josanton Artze...
Su próximo trabajo será Awañak (Bonberenea Ekintza, 2008) . CD grabado en directo en el gaztetxe Bonberenea de Tolosa junto al pianista Rafa Aceves y calificado como "uno de los mejores y más desnudos discos de nuestra historia".
En julio de 2009, entra en el estudio "Katarain" de Azkarate con el músico de soul estadounidense Barrence Withfield y de esta colaboración nace el álbum Barrence Whitfield eta Petti & The Bloodyhotsak (BloodyHotsak, 2009).
En 2010, salen a la carretera para ofrecer una serie de conciertos por la península.
En 2012 nos encontramos a Petti a dúo con el guitarrista donostiarra Xabi Garre (Señor No). Actuando en acústico, tocando versiones de, Rock & Roll, Rhythm & Blues y Soul de diferentes compositores como Ray Charles, David Bowie, Andre Williams, Jimi Hendrix, Rory Gallagher, ...
Algunas de estas piezas son registradas en el disco Xabi ta Petti (Hotsak 2012), contando con la ayuda del virtuoso guitarrista de Detroit, Chris Casello.
En 2011 y 2012 participa en la gira Sortuko dira besteak, organizada en homenaje a Xabier Lete.
En 2014 colabora en un proyecto de poesía musicada con el Premio Euskadi de literatura 2012 Harkaitz Cano.
En 2014 publica Astirtitan (Bonberenea Ekintzak), un disco compuesto por cinco canciones, cada uno de ellos, una pieza especial.
Tras dos años de trabajo componiendo nuevas piezas, graba Hotzikarak en el estudio de Elkar, un trabajo lleno de fuerza y de indiscutible calidad.

## Discografía
- Amets bat (Gaztelupeko Hotsak, 1999). CD.
- Arrazoiak (Gaztelupeko Hotsak, 2001). CD.
- Etxeko uzta (Gaztelupeko Hotsak, 2002). CD.
- On (Gaztelupeko Hotsak, 2007). CD.
- Awañak (Bonberenea, 2008). CD.
- Barrence Withfield eta Petti & the Bloodyhotsak (Bloodyhotsak, 2010). CD/LP.
- Xabi ta Petti (Gaztelupeko Hotsak, 2011). CD/LP
- Astirtitan (Bonberenea Ekintzak, 2014). CD
- Hotzikarak (Elkar, 2016). CD

### Splits
- Anari ta Petti (Metak, 2003). CD de cuatro canciones que surgió de la colaboración entre Anari y Petti

### Participaciones en recopilatorios
- «Isiltasuna oihuka» en Nafarroa Hitza Dantzan (Nafarroako Bertsozale Elkartea/Gor, 2001). CD. Disco de colaboraciones entre bertsolaris y músicos navarros.
- «Amaiur gaztelu baltza» en Ehungarrenean hamaika (Gaztelupeko Hotsak, 2006)
- «Imanol Urbieta. Bakarrik eta libre» (Elkar, 2013)
- «Lou Reed, Mila esker» (Jonan Ordorika, 2014)
- «Kantuz 1965-2015. Memoria eta desira» (Elkar, 2015)
- «Bilbo Hiria irratia. 20 urtez euskal taupada» (Bilbo Hiria irratia, 2017)